# Karpie bijem
Karpie bijem – zbiór opowiadań Andrzeja Pilipiuka, wydany nakładem wydawnictwa Fabryka Słów w 2019 roku. Jest to dziewiąty tom cyklu opowieści o Jakubie Wędrowyczu.

## Opowiadania
Zbiór zawiera 17 opowiadań:
- Gumofilc
- Chatka
- Zlecenie
- Sztuka kopania
- Najcenniejsza ze złotych myśli
- Rycerz burej onucy vulgo Leonidas współczesny
- Złota kaczka
- Polak potrafi
- Najlepszy samogon świata
- Indiańskie lato
- Drzwi
- Żona
- Kolejka
- Bekon z jednorożca
- Nadgorliwy
- Wujaszek Edward
- Wizyta